# Memòria principal

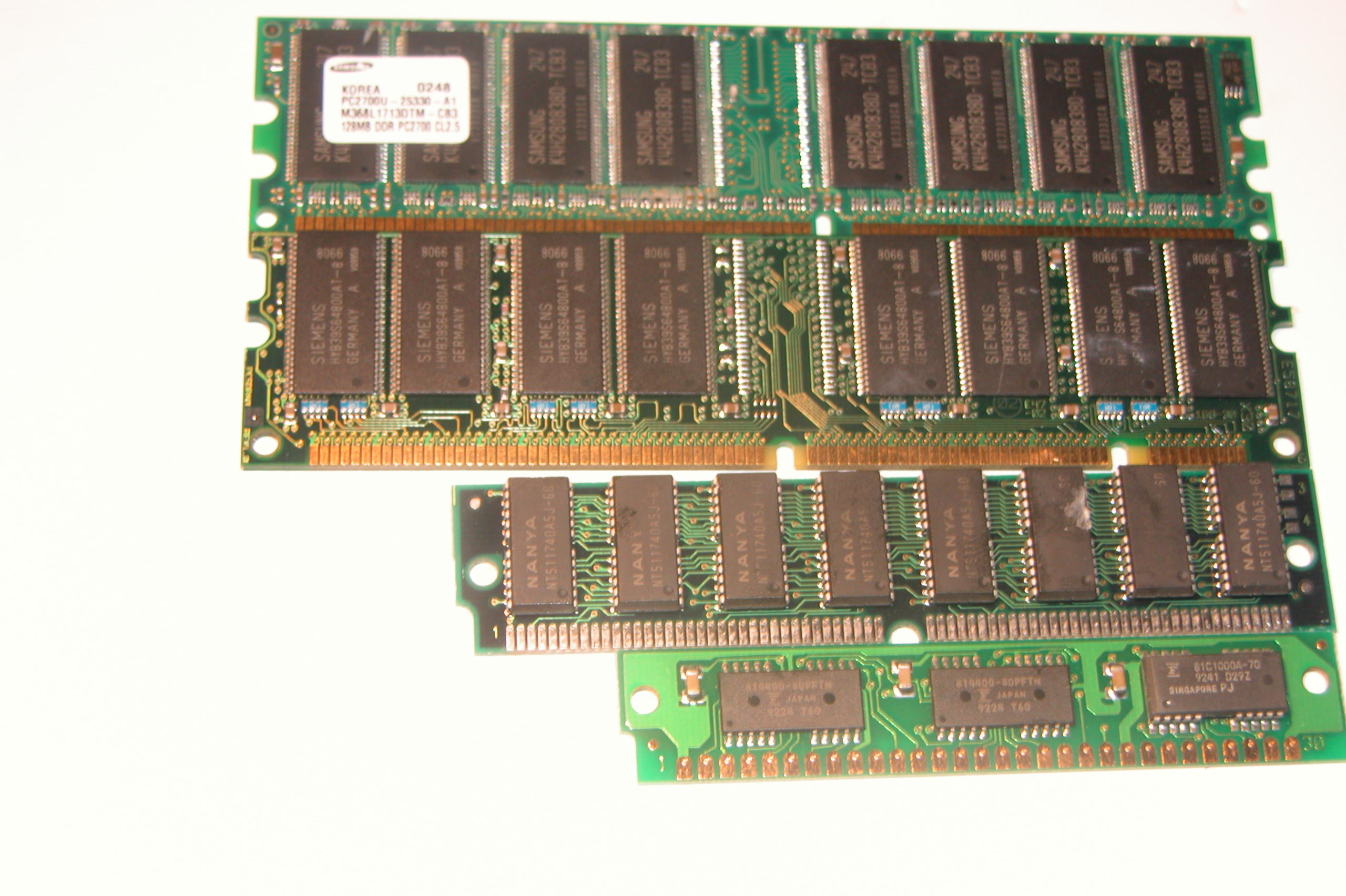
Diversos mòduls de memòria que contenen diferents tipus de DRAM (de dalt a baix): DDR SDRAM, SDRAM, EDO DRAM i FPM DRAM

La memòria principal o primària (MP), també anomenada memòria central, és la part de la memòria d'un ordinador on s'emmagatzemen temporalment les dades i els programes que la unitat central de processament (CPU) està processant o ha de processar en un moment determinat.
Està formada per blocs de circuits integrats o xips capaços d'emmagatzemar informació digital, és a dir, valors binaris; a aquests blocs hi té accés el microprocessador de l'ordinador.
La MP es comunica amb el microprocessador de la CPU mitjançant el bus d'adreces. L'amplada d'aquest bus determina la capacitat del microprocessador per al direccionament d'adreces en memòria.
La MP és el nucli del subsistema de memòria d'ordinador, i té una capacitat menor d'emmagatzematge que la memòria secundària, però una velocitat milions de vegades superior.

## Tipus
En les computadores s'utilitzen dos tipus de MP:

### Memòria ROM(Read Only Memory)

#### Memòria no volàtil
La memòria no volàtil pot retenir la informació emmagatzemada fins i tot quan no està alimentada. Exemples de memòria no volàtil inclouen la memòria de només lectura, la memòria flaix, la majoria dels tipus de dispositius d'emmagatzematge magnètics d'ordinador (per exemple, unitats de disc dur, disquets i cintes magnètiques), discs òptics i mètodes d'emmagatzematge d'ordinadors primerencs com ara cinta de paper i targetes perforades..
Les tecnologies de memòria no volàtil en desenvolupament inclouen RAM ferroelèctrica, cèl·lula de metal·lització programable, RAM magnètica de parell de transferència de gir, SONOS, memòria resistiva d'accés aleatori, memòria de pista de carreres, Nano-RAM, 3D XPoint i memòria de milpeus.

#### Memòria semivolàtil
Una tercera categoria de memòria és semivolàtil. El terme s'utilitza per descriure una memòria que té una durada no volàtil limitada després d'eliminar l'alimentació, però que finalment es perden les dades. Un objectiu típic quan s'utilitza una memòria semivolàtil és proporcionar l'alt rendiment i la durabilitat associats a les memòries volàtils alhora que ofereix alguns avantatges de la memòria no volàtil.
Per exemple, alguns tipus de memòria no volàtil experimenten un desgast quan s'escriuen. Una cèl·lula desgastada ha augmentat la volatilitat, però en cas contrari continua funcionant. Per tant, les ubicacions de dades que s'escriuen amb freqüència es poden dirigir a utilitzar circuits gastats. Mentre la ubicació s'actualitzi dins d'un temps de retenció conegut, les dades romandran vàlides. Després d'un període sense actualització, el valor es copia a un circuit menys desgastat amb una retenció més llarga. Escriure primer a l'àrea desgastada permet una alta taxa d'escriptura alhora que s'evita el desgast dels circuits no gastats.
Com a segon exemple, una STT-RAM es pot fer no volàtil mitjançant la construcció de cèl·lules grans, però fer-ho augmenta el cost per bit i els requisits d'energia i redueix la velocitat d'escriptura. L'ús de cèl·lules petites millora el cost, la potència i la velocitat, però condueix a un comportament semivolàtil. En algunes aplicacions, l'augment de la volatilitat es pot gestionar per oferir molts avantatges d'una memòria no volàtil, per exemple eliminant l'energia però forçant un despertar abans que es perdin les dades; o posant a la memòria cau les dades de només lectura i descartant-les si el temps d'apagada supera el llindar no volàtil.
El terme semi-volàtil també s'utilitza per descriure el comportament semi-volàtil construït a partir d'altres tipus de memòria, com nvSRAM, que combina SRAM i una memòria no volàtil al mateix xip, on un senyal extern copia les dades de la memòria volàtil al memòria no volàtil, però si s'apaga l'alimentació abans que es produeixi la còpia, les dades es perden. Un altre exemple és la memòria RAM amb bateria, que utilitza una bateria externa per alimentar el dispositiu de memòria en cas de pèrdua d'energia externa. Si l'alimentació està apagada durant un període prolongat, la bateria pot esgotar-se i provocar la pèrdua de dades.
Ve gravada de fàbrica amb una sèrie de programes. El programa de la ROM es divideix en dues parts:

#### Rutina d'arrencada oPOST(Power On Self Test, auto diagnòstic d'encesa)
Realitza la revisió dels components de l'ordinador, per exemple, circuits controladors de vídeo, d'accés a memòria, el teclat, unitats de disc, etc. S'encarrega de determinar quin és el maquinari que està present i de la posada a punt de l'ordinador. Mitjançant un programa de configuració (anomenat SETUP) llegeix una memòria anomenada CMOS RAM (RAM Semiconductor d'òxid metàl·lic). Aquesta rutina d'arrencada pot mantenir el seu contingut durant diversos anys i encara que l'ordinador estigui apagat, amb l'energia elèctrica subministrada per una bateria guarda la data i hora, la memòria disponible, la capacitat de disc dur, si hi ha disquetera o no. S'encarrega en el següent pas de realitzar l'arrencada (Boot): llegeix un registre d'arrencada 'BR' ( Boot Record ) del disc dur o d'una altra unitat (com CD, USB, etc.), on hi ha un programa que carrega el sistema operatiu a la RAM. A continuació cedeix el control al sistema operatiu i l'ordinador queda llest per treballar.

#### RutinaBIOSo Sistema Bàsic d'Entrada-Sortida (Basic Input-Output System)
Roman activa mentre s'està utilitzant l'ordinador. Permet l'activació dels perifèrics d'entrada/sortida: teclat, monitor, ratolí, etc.

### Memòria RAM(Random Access Memory)
És la memòria que conté de forma temporal el programa, les dades i els resultats utilitzats per l'usuari de l'ordinador. En general és volàtil. Perd el seu contingut quan s'apaga l'ordinador, és a dir que manté les dades i resultats en tant rep alimentació elèctrica. La memòria volàtil és la memòria de l'ordinador que requereix energia per mantenir la informació emmagatzemada. La memòria volàtil de semiconductors més moderna és RAM estàtica (SRAM) o RAM dinàmica (DRAM).  DRAM domina per a la memòria del sistema d'escriptori. SRAM s'utilitza per a la memòria cau de la CPU. SRAM també es troba en petits sistemes incrustats que requereixen poca memòria.
SRAM conserva el seu contingut sempre que l'alimentació estigui connectada i pot utilitzar una interfície més senzilla, però habitualment utilitza sis transistors per bit. La RAM dinàmica és més complicada per a la interfície i el control, necessitant cicles d'actualització regulars per evitar la pèrdua del seu contingut, però utilitza només un transistor i un condensador per bit, la qual cosa li permet assolir densitats molt més altes i costos per bit molt més econòmics.

## Funcionament
Tant la memòria RAM com la ROM són circuits integrats, anomenats comunament xips. El xip és una petita pastilla de material semiconductor (silici) que conté diferents components electrònics (condensadors, díodes, resistències i transistors) amb els quals es fan nombroses funcions. Aquests xips estan sobre una targeta o placa.
El contingut de les memòries no és altra cosa que dígits binaris o bits (binary digits), que es corresponen amb dos estats lògics: el zero (0) sense càrrega elèctrica i l'u (1) amb càrrega elèctrica. A cada un d'aquests estats se l'anomena bit, que és la unitat mínima d'emmagatzematge de dades.
El microprocessador adreça les posicions de la RAM per a poder accedir a les dades emmagatzemades i per situar els resultats de les operacions.
Les memòries RAM, ROM i d'emmagatzematge secundari conformen el subsistema de memòria d'un ordinador.

## Història

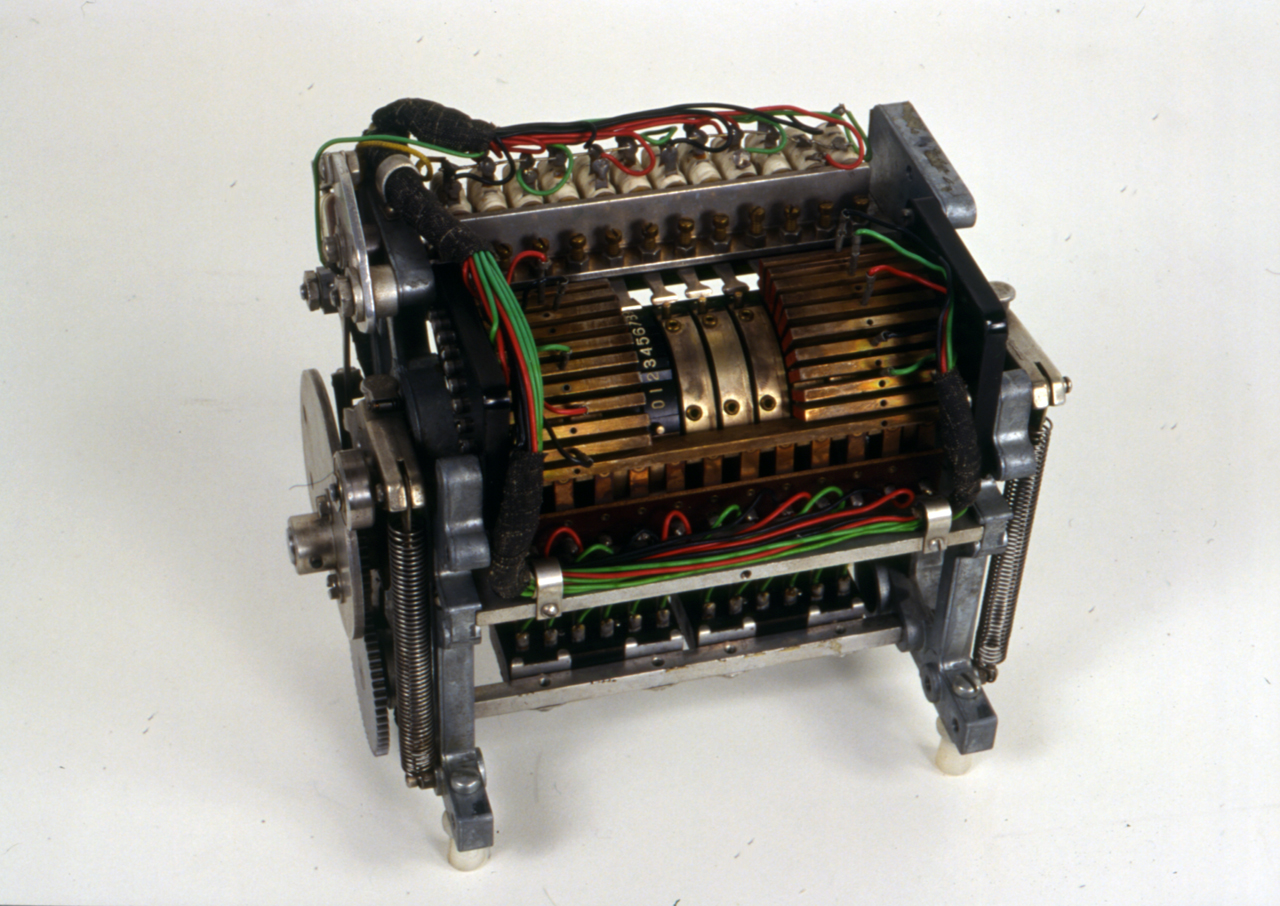
Memòria electromecànica utilitzada a l’IBM 602, una calculadora de multiplicació de cops primerenca

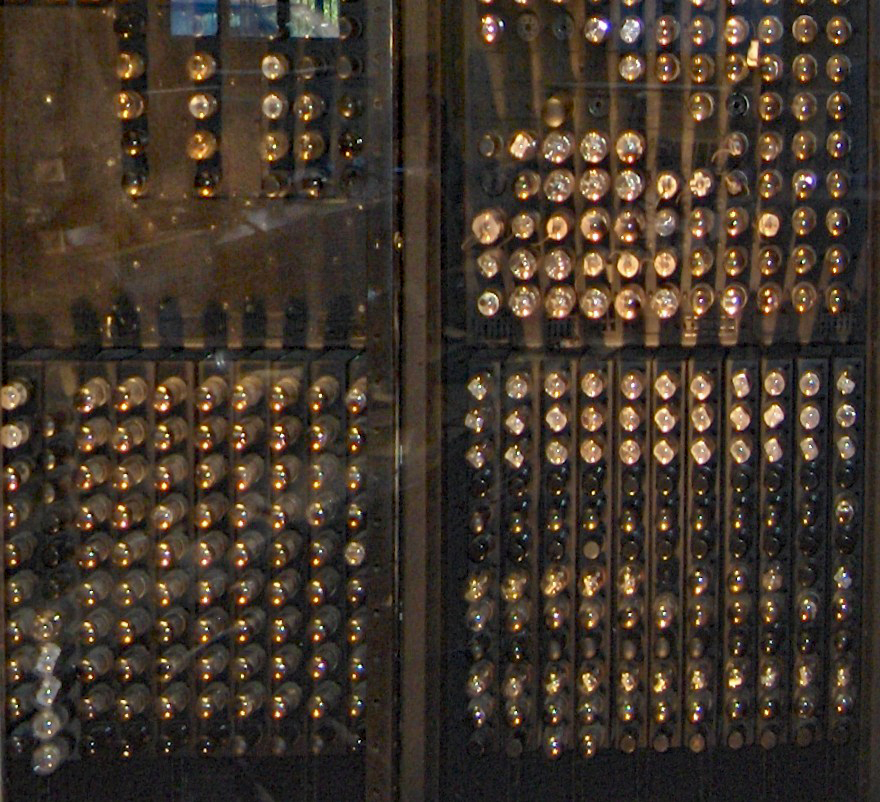
Detall de la part posterior d'una secció d’ENIAC, mostrant tubs de buit

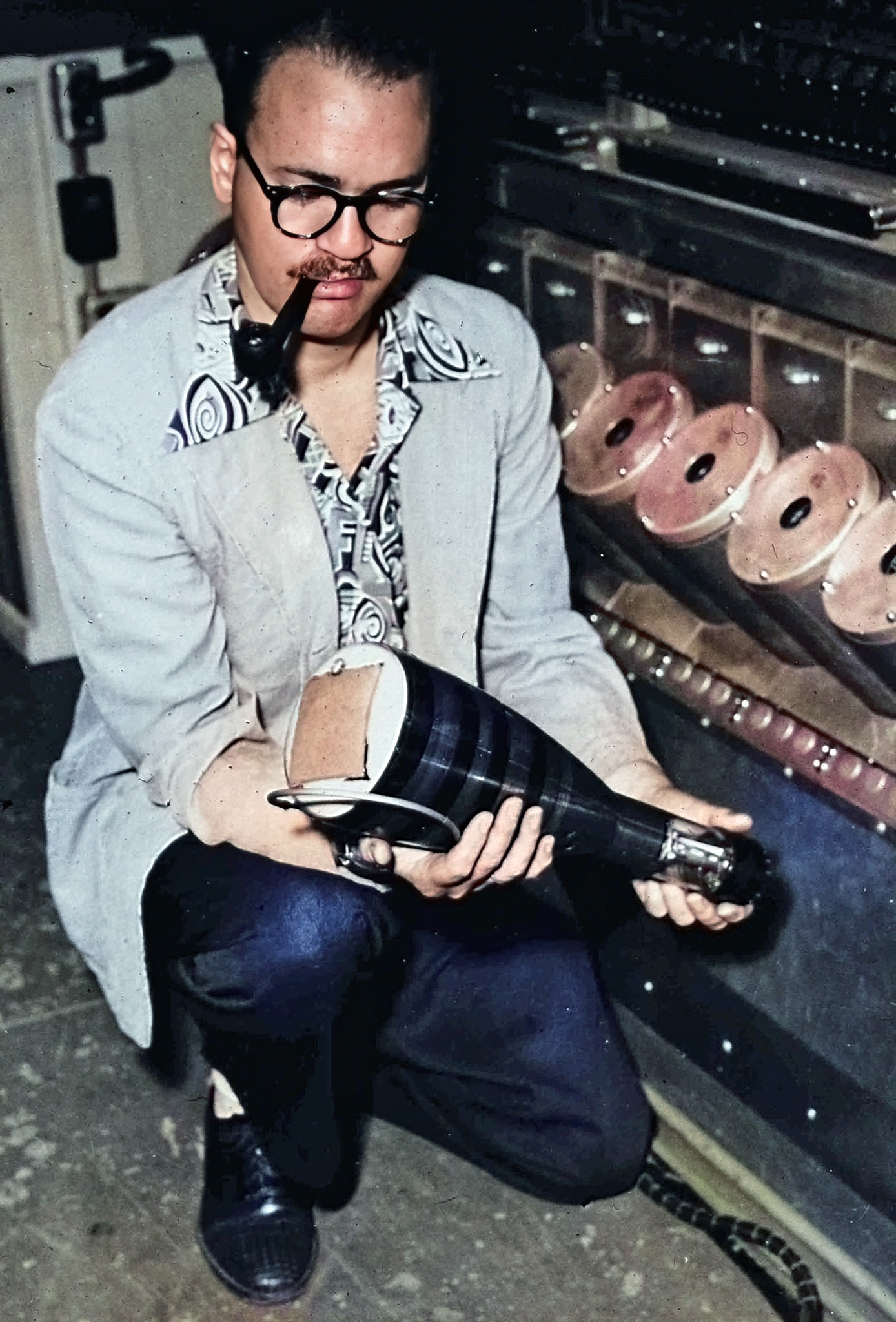
Tub de Williams utilitzat com a memòria a l’ordinador IAS c. 1951

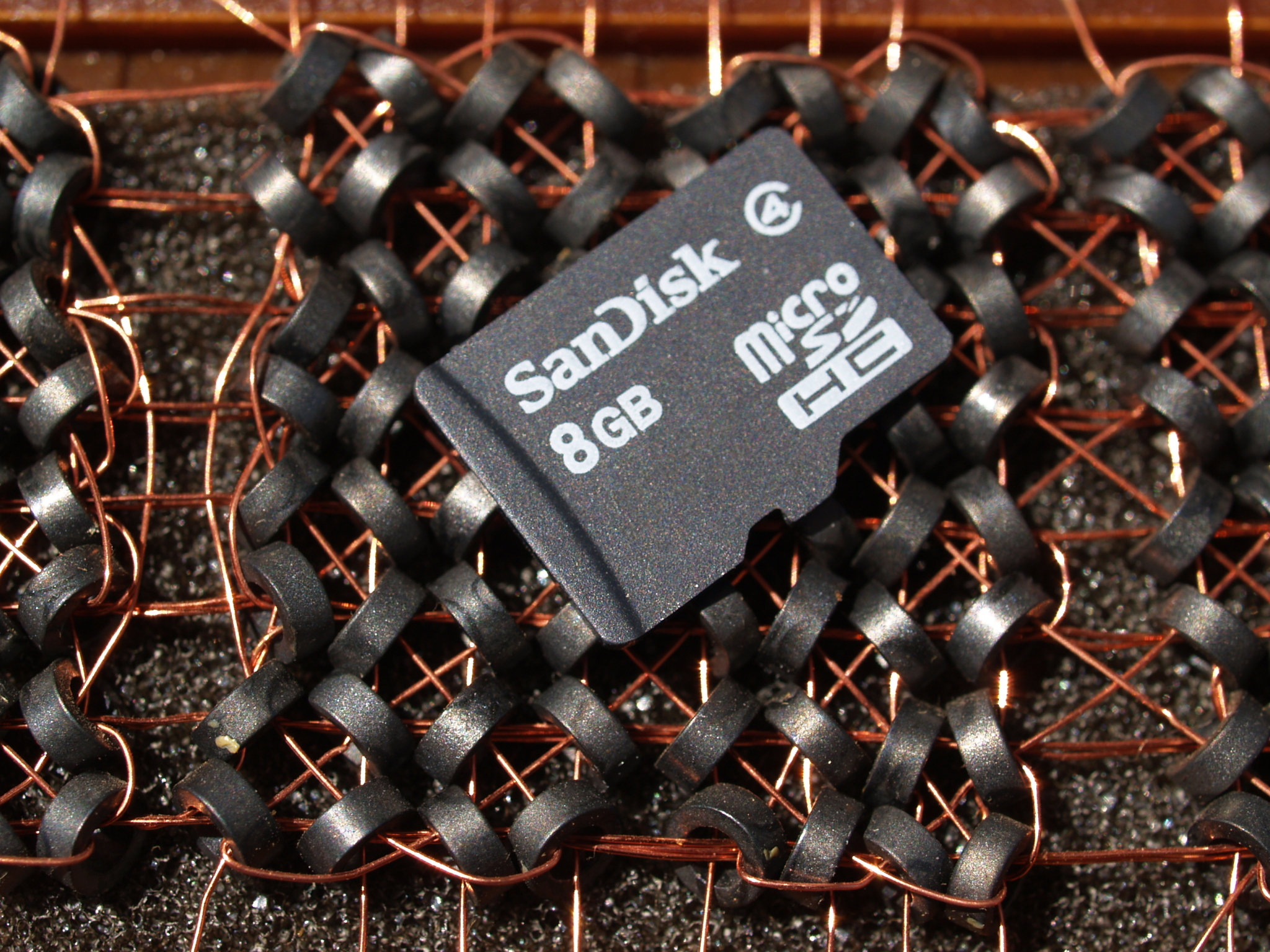
8 Targeta microSDHC GB a la part superior de 8 bytes de memòria de nucli magnètic (1 el nucli és 1 una mica.)

A principis de la Dècada del 1940, la tecnologia de memòria sovint permetia una capacitat d'uns pocs bytes. El primer ordinador digital programable electrònic, l'ENIAC, utilitzant milers de tubs de buit, podria realitzar càlculs senzills que implicava 20 números de deu dígits decimals emmagatzemats als tubs de buit.
El següent avenç significatiu en la memòria de l'ordinador va arribar amb la memòria acústica de línia de retard, desenvolupada per J. Presper Eckert a principis dels anys quaranta. Mitjançant la construcció d'un tub de vidre ple de mercuri i connectat a cada extrem amb un cristall de quars, les línies de retard podrien emmagatzemar fragments d'informació en forma d'ones sonores que es propagaven pel mercuri, amb els cristalls de quars actuant com a transductors per llegir i escriure bits. La memòria de la línia de retard es limitava a una capacitat de fins a uns quants milers de bits.
Dues alternatives a la línia de retard, el tub Williams i el tub Selectron, es van originar el 1946, ambdues utilitzant feixos d'electrons en tubs de vidre com a mitjà d'emmagatzematge. Utilitzant tubs de raigs catòdics, Fred Williams va inventar el tub Williams, que va ser la primera memòria d'ordinador d'accés aleatori. El tub Williams era capaç d'emmagatzemar més informació que el tub Selectron (el Selectron estava limitat a 256 bits, mentre que el tub Williams podia emmagatzemar milers) i era menys costós. No obstant això, el tub de Williams era, de forma frustrant, sensible a les pertorbacions ambientals.
Els esforços van començar a finals de la Dècada del 1940 per trobar memòria no volàtil. La memòria de nucli magnètic permetia recuperar la memòria després d'una pèrdua d'energia. Va ser desenvolupat per Frederick W. Viehe i An Wang a finals de la dècada del 1940, i millorat per Jay Forrester i Jan A. Rajchman a principis de la dècada del 1950, abans de ser comercialitzat amb l'ordinador Whirlwind I el 1953. La memòria de nucli magnètic va ser la forma dominant de memòria fins al desenvolupament de la memòria de semiconductors MOS a la Dècada del 1960.
La primera memòria semiconductora es va implementar com a circuit flip-flop a principis dels anys 60 utilitzant transistors bipolars. La memòria de semiconductors feta amb dispositius discrets va ser enviada per primera vegada per Texas Instruments a la Força Aèria dels Estats Units el 1961. El mateix any, el concepte de memòria d'estat sòlid en un xip de circuit integrat (IC) va ser proposat per l'enginyer d'aplicacions Bob Norman a Fairchild Semiconductor. El primer xip IC de memòria de semiconductors bipolars va ser l'SP95 introduït per IBM el 1965. Tot i que la memòria de semiconductors va oferir un rendiment millorat respecte a la memòria de nucli magnètic, seguia sent més gran i més cara i no va desplaçar la memòria de nucli magnètic fins a finals dels anys 60.

### Memòria MOS
La invenció del transistor d'efecte de camp de metall-òxid-semiconductor (MOSFET) va permetre l'ús pràctic de transistors d'òxid de metall-semiconductor (MOS) com a elements d'emmagatzematge de cèl·lules de memòria. La memòria MOS va ser desenvolupada per John Schmidt a Fairchild Semiconductor el 1964. A més d'un rendiment més elevat, la memòria de semiconductors MOS era més barata i consumia menys energia que la memòria del nucli magnètic. El 1965, J. Wood i R. Ball del Royal Radar Establishment van proposar sistemes d'emmagatzematge digital que utilitzen cèl·lules de memòria CMOS (MOS complementàries), a més de dispositius d'alimentació MOSFET per a la font d'alimentació, acoblament creuat commutat, interruptors i línia de retard. emmagatzematge. El desenvolupament de la tecnologia de circuit integrat MOS de porta de silici (MOS IC) per Federico Faggin a Fairchild el 1968 va permetre la producció de xips de memòria MOS. La memòria NMOS va ser comercialitzada per IBM a principis dels anys setanta. La memòria MOS va superar la memòria del nucli magnètic com a tecnologia de memòria dominant a principis dels anys setanta.
Els dos tipus principals de memòria d'accés aleatori volàtil (RAM) són la memòria estàtica d'accés aleatori (SRAM) i la memòria d'accés aleatori dinàmic (DRAM). La SRAM bipolar va ser inventada per Robert Norman a Fairchild Semiconductor el 1963, seguit pel desenvolupament de MOS SRAM per John Schmidt a Fairchild el 1964. SRAM es va convertir en una alternativa a la memòria de nucli magnètic, però requereix sis transistors per a cada bit de dades. L'ús comercial de SRAM va començar el 1965, quan IBM va presentar el seu xip SRAM SP95 per al System/360 Model 95.
Toshiba va introduir cèl·lules de memòria DRAM bipolars per a la seva calculadora electrònica Toscal BC-1411 el 1965. Tot i que oferia un rendiment millorat, la DRAM bipolar no podia competir amb el preu més baix de la memòria de nucli magnètic aleshores dominant. La tecnologia MOS és la base de la DRAM moderna. El 1966, Robert H. Dennard del Centre de Recerca IBM Thomas J. Watson estava treballant en la memòria MOS. Mentre examinava les característiques de la tecnologia MOS, va trobar que era possible construir condensadors i que emmagatzemar una càrrega o cap càrrega al condensador MOS podria representar l'1 i el 0 d'un bit, mentre que el transistor MOS podia controlar l'escriptura de la càrrega al condensador. Això va portar al seu desenvolupament d'una cèl·lula de memòria DRAM d'un sol transistor. El 1967, Dennard va presentar una patent per a una cèl·lula de memòria DRAM d'un sol transistor basada en la tecnologia MOS. Això va conduir al primer xip comercial DRAM IC, l’Intel 1103 l'octubre de 1970. La memòria dinàmica síncrona d'accés aleatori (SDRAM) va debutar més tard amb el xip Samsung KM48SL2000 el 1992.
El terme memòria també s'utilitza sovint per referir-se a la memòria no volàtil inclosa la memòria de només lectura (ROM) a través de la memòria flash moderna. La memòria només de lectura programable (PROM) va ser inventada per Wen Tsing Chow l'any 1956, mentre treballava per a la divisió Arma de l'americana Bosch Arma Corporation. El 1967, Dawon Kahng i Simon Sze de Bell Labs van proposar que la porta flotant d'un dispositiu semiconductor MOS es podria utilitzar per a la cèl·lula d'una ROM reprogramable, la qual cosa va portar a Dov Frohman d’Intel a inventar l'EPROM (PROM) el 1971. EEPROM (PROM elèctricament esborrable) va ser desenvolupada per Yasuo Tarui, Yutaka Hayashi i Kiyoko Naga al Laboratori Electrotècnic el 1972. La memòria flaix va ser inventada per Fujio Masuoka a Toshiba a principis dels anys vuitanta. Masuoka i els seus col·legues van presentar la invenció del flaix NOR el 1984, i després el flaix NAND el 1987. Toshiba va comercialitzar la memòria flash NAND el 1987.